# Татьянин день (телесериал)
«Татьянин день» — российская теленовелла, адаптация колумбийской мелодрамы «La Guerra de las Rosas» («Война Роз»), с успехом прошедшей в Латинской Америке. По данным ВЦИОМ «Татьянин день» был самым рейтинговым сериалом 2007 года и вызвал большой резонанс ещё на стадии съёмок.
25 января 2008 года в честь Праздника Святой Великомученицы Татианы и окончания телесериала на «Первом канале» было показано праздничное телешоу которое вёл Андрей Малахов. Гостями программы были известные Татьяны России, такие как Татьяна Самойлова, Татьяна Васильева, Татьяна Догилева, Татьяна Абрамова, певицы Татьяна Шмыга, Татьяна Буланова, Татьяна Овсиенко, телеведущие Татьяна Судец и Татьяна Пушкина, писательница Татьяна Устинова и др.

## Сюжет
Провинциалка Татьяна Разбежкина (Анна Снаткина) вместе с матерью переезжает из Саратовской области в столицу, выиграв конкурс студенческих работ. Татьяна — умная и целеустремлённая девушка, но по-провинциальному наивная, и это ей мешает. В столичном институте Татьяна знакомится с избалованной дочерью богатого и влиятельного чиновника, Татьяной Бариновой (Наталья Рудова), которой суждено стать её главной соперницей. Две Татьяны заводят крепкую дружбу и даже начинают делиться друг с другом тайнами из личной жизни.
Таня Разбежкина, не скрывая восторженных чувств, рассказывает о знакомстве со своим новым коллегой. Некоторое время назад она в поисках заработка устроилась на работу в одну строительную фирму. Коллегу, покорившего сердце Татьяны, зовут Сергей Никифоров (Кирилл Сафонов). Таня Баринова, в свою очередь, рассказывает подруге о мужчине, который нравится ей самой. Через некоторое время одной из девушек становится понятно, что всё это время они рассказывали друг другу об одном и том же человеке. Сергей же, узнав, что его новые пассии Татьяны — лучшие подруги, решает продолжать вести двойную игру. Он надеется на своё обаяние и природное чутьё, которые должны помочь ему выкрутиться из этой ситуации.

## В ролях
- Анна Снаткина — Татьяна Разбежкина / Никифорова
- Кирилл Сафонов — Сергей Никифоров
- Наталья Рудова — Татьяна Баринова / Никифорова
- Артём Артемьев — Игорь Гонсалес, успешный архитектор, первый муж Разбежкиной
- Алёна Биккулова — Светлана
- Наталья Благих — Яна Баринова, мать Татьяны Бариновой
- Анатолий Васильев — Олег Баринов, отец Татьяны Бариновой
- Дарья Волга — Галина Рыбкина, кузина Татьяны Разбежкиной
- Иван Волков — Константин Устинов
- Ульяна Ворожейкина — Надя Разбежкина / Никифорова, дочь Татьяны и Сергея
- Наталья Данилова — Вера Кирилловна Разбежкина, мать Татьяны Разбежкиной, бабушка Нади
- Софья Донианц — Катя Рыбкина, дочь Анны и Виктора, бывшая девушка Миши Никифорова
- Илья Иосифов — Миша Никифоров, брат Сергея
- Григорий Калинин — Дмитрий Рыбкин, младший в семье Рыбкиных, весельчак и оболтус
- Мария Кивва — Анна Рыбкина, бывшая жена Виктора Рыбкина, мать Кати
- Виталий Коваленко — Вадим Горин
- Вадим Колганов — Виктор Рыбкин, бывший муж Анны, отец Кати
- Олег Леушин — Максим, отец Саши
- Наталья Лукеичева — Жанна Попова / Горина, правая рука и личный секретарь Горина
- Валентина Панина — Тамара Кирилловна Рыбкина, сестра Веры Разбежкиной, глава семьи Рыбкиных
- Никита Салопин — следователь Борис Костенко
- Павел Юлку — Геннадий Перепёлкин, бывший муж Нины
- Анна Французова — Мэри, возлюбленная Дмитрия
- Анатолий Бледный — рейдер Ефанов
- Екатерина Вуличенко — Даша, возлюбленная Игоря
- Юрий Каменев — Василий Иванович, полковник
- Сергей Климов — Андрей, психолог
- Светлана Лебедева / Людмила Колесникова — Рита, любовница Игоря
- Анна Липко — Нина Перепёлкина / Костенко, подруга Татьяны Разбежкиной
- Марина Николаева — Туся, она же Наталья Фёдоровна Гудкова, главная «ключница» Баринова
- Юрий Никулин — Веня
- Екатерина Новикова — Ирина
- Марина Петренко
- Мария Погребничко — Алёна, дочь частного детектива, возлюбленная Миши
- Мария Ситко — Таисия Павловна, секретарь Татьяны Разбежкиной
- Денис Шведов — Анатолий, врач
- Олег Яковенко — следователь
- Мария Зайкова — доктор Крапивцева
- Михаил Панюков—Дед Мороз
- Андрей Андровский — Головин, рейдер
- Александр Кульков — Андрей, друг Гали Рыбкиной по переписке
- Ирина Пулина — Виктория
- Лолита Милявская — камео
- Иван Орехов — инспектор ГАИ
- Андрей Курносов — Леонид

## Саундтрек
- 01. Лолита & Александр Маршал — Две любви
- 02. Гламур — Лирическая комедия
- 03. Даша Волга — Белая сирень
- 04. Город
- 05. Гитарная
- 06. Братья Грим — Барабан
- 07. Даша Волга — Белая река
- 08. Любовь
- 09. Комедийная
- 10. Вадим Колганов — От Бутырки до Динамо
- 11. Семейка
- 12. Босса Нова
- 13. Гламурная весна
- 14. Грусть
- 15. Вадим Колганов — Белая сирень (мужская версия)
- 16. Братья Грим — Галюциноген
- 17. Братья Грим — Вторая половина
- 18. Танго
- 19. Вечерний город
- 20. Испанская любовь
- 21. Вадим Колганов — Там, где верят снам
- 22. Акустика
- 23. Гламур (главная тема)
- 24. Анна Снаткина & Кирилл Сафонов — Две любви
- 25. Постскриптум — Повествование
- 26. Братья Грим — Сердце

## Съёмочная группа
- Авторы оригинальной версии: Даго Гарсия, Луис Филипе Саламанка
- Главные авторы адаптации: Анастасия Касумова, Алексей Молоков
- Режиссёры: Михаил Мокеев, Игорь Войтулевич, Екатерина Гранитова-Лавровская, Николай Крутиков, Евгений Марчелли
- Сценаристы: Виктория Авдеенко, Алексей Ефимов, Елена Исаева, Елена Калинина, Марина Кошкина, Георгий Минаев, Екатерина Молокова, Юлия Набережнова, Наталия Пахомова, Наталья Степунина, Ирина Сугачкова
- Операторы: Роман Бурденюк, Василий Гладкий, Дмитрий Маковеев, Григорий Третьяков
- Композиторы: Олег Воляндо, Леонид Каминер, Дмитрий Чижевский, Антон Шварц, Сергей Парамонов, Юлия Старостина, Владимир Чиняев
- Художник: Валентин Вырвич
- Продюсеры: Александр Акопов, Наталия Шнейдерова
- Музыканты и исполнители: исполнители песни «Две любви» Лолита и Александр Маршал
- Гитаристы: Сергей Шай, Михаил Клягин
- Производство: Первый канал, Амедиа
- Телесериал создан на основе формата «Caracol TV»

## Продолжения
Сразу после окончания съёмок телесериала в СМИ появились сведения о съёмках полнометражного фильма по мотивам «Татьяниного дня». Проект получивший название «Татьянин день. Медовый месяц» должен был рассказать о жизни Татьяны и Сергея, которые счастливы в браке и растят старшую дочь и младшего сына. Премьера фильма была назначена на 8 марта 2008 года, но была отложена. Тем не менее, фильм так и не был показан, и даже неизвестно, был ли он снят.
Кроме полнометражного фильма, активно муссировались слухи о съёмках второго сезона телесериала «Татьянин день». Поклонники телесериала оставляли многочисленные заявки в адрес Первого канала с просьбой снять продолжение. Тем не менее оно не было снято, Снаткина и Рудова ответили на это предложение категоричным отказом.